# Peau de phoque
 (janvier 2022).
Si vous disposez d'ouvrages ou d'articles de référence ou si vous connaissez des sites web de qualité traitant du thème abordé ici, merci de compléter l'article en donnant les références utiles à sa vérifiabilité et en les liant à la section « Notes et références ».

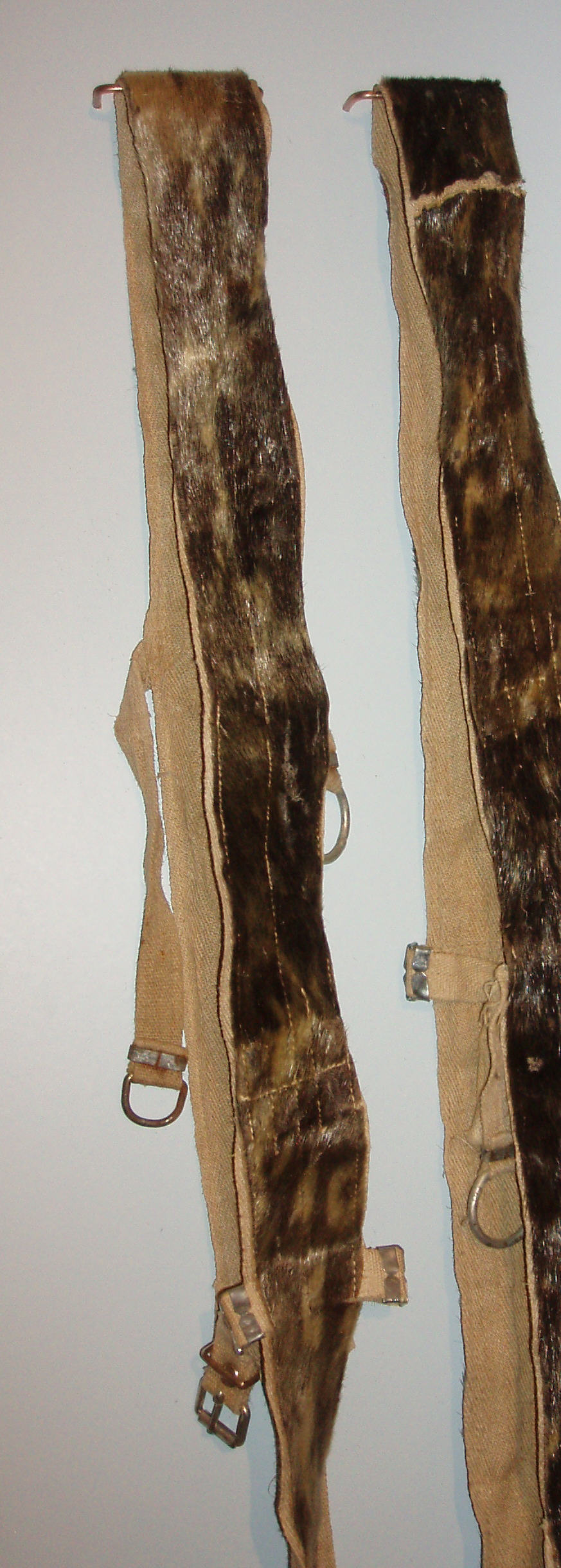
Peaux de phoque, vers 1925.

Une peau de phoque est une bande de tissu utilisée en ski de randonnée, ainsi qu'en ski de randonnée nordique, et fixée sur la semelle du ski afin qu'il ne glisse que dans un sens, permettant ainsi de remonter une pente.

## Caractéristiques
Sur un plan historique, les Inuits sont les premiers chasseurs à utiliser de véritables peaux de phoque. Les modèles importés en Occident avant 1930 reprennent cette même matière qui est utilisée jusqu'au début des années 1980.
De la longueur du ski, elle s'utilise par paire. Dotée de poils courts, tous orientés dans le même sens, elle est appreciée pour sa capacité à garantir la glisse dans un sens et la retenue dans l’autre sens. Elle présente néanmoins l'inconvénient d'être fragile et exposée au déchirement, à l'effilochement ou à l'usure précoce sous le patin du ski (grain de neige abrasif, pratique intensive, progression sur les carres, etc.). À partir des années 1930, les premières peaux collées à la cire apparaissent, mais elles présentent l'inconvénient de laisser sur les skis et sur les mains des dépôts collants et poisseux, difficiles à retirer.
Plusieurs systèmes permettent de fixer une peau sur la semelle du ski : 
- dispositifs d'ancienne génération : à rainures rivetées sur la peau glissant le long de rails logés dans la rainure de la semelle (skis Aluflex, Haute-Route), ou à tenons à ressorts (skis Yéti), etc. Ces dispositifs nécessitent de retendre régulièrement les peaux durant la randonnée ;
- plus récemment, peaux à coller sur la semelle et peaux autocollantes qui présentent l'avantage d'empêcher la neige de se loger entre la peau et la semelle.

Pour améliorer la glisse, une peau de phoque peut être fartée à froid, du haut (spatule) vers le bas (talon) du ski (crayonnage à la paraffine).
De nos jours, la peau de l’animal n’est plus utilisée, remplacée par du mohair ou par des matières synthétiques, mais le terme générique de peau de phoque est néanmoins conservé. La dernière innovation est l’utilisation de silicone pour remplacer la colle entre la peau et la semelle du ski avec l'avantage de pouvoir laver la peau à l’eau et la conserver ainsi plus longtemps.
Certaines paires de ski de fond (ski classique), notamment de location, sont pourvues de bandes de peau de phoque sous le patin du ski afin de permettre leur utilisation sans fartage.